# Florence Maybrick
Florence Elizabeth Maybrick (3 de septiembre de 1862 - 23 de octubre de 1941) estuvo en el centro de un célebre caso criminal de fin del siglo XIX en Gran Bretaña.

## Biografía
Hija de un banquero de Mobile, Alabama, llamado William G. Chandler, se casó en 1881, a la edad de 18 años, con un negociante de algodón inglés llamado James Maybrick (1838-1889), entonces de 42 años. Los esposos primero vivieron en Virginia, pero en 1884 se instalaron en Aigburth, cerca de Liverpool, en Inglaterra.
La pareja tuvo un hijo y una hija, aunque James Maybrick continuó una relación anterior con otra mujer, de la cual también tuvo hijos.
James Maybrick era un consumidor regular de arsénico, que a veces mezclaba con otros venenos como la estricnina, la rutácea, la cáscara sagrada, la jusquiame negra, la morfina, el ácido prúsico, la papaína, o la iridine, y las razones que tenía este comerciante para mantener este consumo, es que o bien lo consideraba como un afrodisíaco, y/o bien lo usaba como remedio para curar una antigua afección, tal vez una enfermedad venérea, tal vez una malaria contraída en África.
El matrimonio no marchó bien. Al parecer, las exigencias sexuales de su marido provocaron en Florence Maybrick un rechazo creciente, aunque tenía reticencias en cuanto a solicitar el divorcio, puesto que en ese entonces la ley le haría perder la custodia de sus hijos. Debido tal vez a esta situación y/o a la incomodidad que sentía, en marzo de 1889 se fugó a Londres, donde habría pasado la noche en un hotel con otro comerciante de algodón de Liverpool, Alfred Brierley. En las disputas que siguieron a esos hechos, James Maybrick se violentó con su esposa y le dejó un ojo morado, y en consecuencia, la dama compró papel-matamoscas para con él recolectar veneno de uso cosmético, para luego supuestamente administrárselo a su marido.
Maybrick fue encontrado muy enfermo el 27 de abril, después de haberse administrado una doble dosis de estricnina, e inmediatamente fue tratado por los médicos de una dispepsia aguda, pero aun así su dolencia se deterioró.
El 8 de mayo Florence Maybrick escribió una carta muy comprometedora a Brierley, que fue interceptada por Michael Maybrick, el hermano de James, quien se quedaba en Battlecrease. Y por sus órdenes, la esposa infiel inmediatamente fue separada de sus funciones en la casa, y comenzó a ser vigilada y supervisada en forma estrecha. El 9 de mayo una enfermera reportó que la señora Maybrick subrepticiamente había estado manipulando una botella con jugo de carne destinada a su marido, que luego fue analizada, encontrándose allí medio gramo de arsénico. La propia señora Maybrick más tarde declaró que su marido le había pedido que ella le pusiera la sustancia en la jarra, ya que no quería que le pillaran haciendo algo que le habían prohibido.
A pesar de que James Maybrick no llegó a beber nada de ese jugo de carne envenenado, igual murió el 11 de mayo de 1889, y un examen post mortem del cuerpo reveló arsénico en el hígado y los riñones, pero no en el corazón o la sangre. Florence Maybrick fue arrestada el 14 de mayo de 1889, culpada de muerte con premeditación, y juzgada a partir del 31 de julio de ese mismo año.
En el juicio, el abogado de la acusada argumentó que la causa de la muerte no había sido claramente establecida. Si efectivamente James Maybrick hubiera sido envenenado con arsénico, seguro se hubiera encontrado rastros de esta sustancia tanto en la sangre como en el corazón, lo que no había sido el caso. Por otra parte, como el fallecido por años había tomado arsénico con otras mezclas, bien probaba que eso era un remedio, cosa que insistentemente reiteró la acusada durante el juicio. Además, las sustancias peligrosas que el fallecido había tomado durante tanto tiempo, podía explicar la gastroenteritis que finalmente llevó a la muerte al enfermo.
El 7 de agosto de 1889, Florence Maybrick fue condenada a muerte por ahorcamiento. Ante este resultado, una campaña de opinión pública se desarrolló a su favor, apoyada e impulsada por los artículos de William Thomas Stead en la Pall Mall Gazette. Henry Matthews, la Secretaria de la casa, Hardinge Giffard, y Lord Chancelier, concluyeron que la acusada había intentado administrar arsénico a su esposo, con intención de matarlo, aunque admitían que no estaba probado que eso le hubiera provocado la muerte. La reina Victoria I finalmente conmutó su pena de muerte por pena de prisión de por vida, aunque la inculpada terminó siendo liberada el 25 de enero de 1904.
Florence Maybrick retornó entonces a su país natal, donde se dedicó a escribir sus memorias. Instalada en South Kent en el condado de Litchfield, Connecticut, sobrevivió económicamente gracias a la generosidad de sus vecinos y a los cursos particulares que daba. Finalmente murió en la miseria en 1941.
El caso de Florence Maybrick fue retomado en varias obras literarias. Fue por ejemplo fuente de inspiración de Thomas Hardy en la novela titulada Tess of the d'Urbervilles. 

## Obras inspiradas en el caso de Florence Maybrick

### Ensayos
- Charles Boswell, Lewis Thompson, The Girl with the Scarlet Brand (1954).
- Trevor L. Christie, Etched in Arsenic (1968).
- Daisy Bank Print, Full Account of the Life & Trial of Mrs. Maybrick: Interesting Details of her Earlier Life (ca. 1901).
- Helen Densmore, The Maybrick Case (1892).
- Henry B. Irving, Trial of Mrs. Maybrick (notable serie inglesa, 1912).
- Henry B. Irving, "Mrs. Maybrick", en James H. Hodge (ed.), Famous Trials III (Penguin, 1950) págs. 97–134.
- J.L.F., The Maybrick Case: A Treatise Showing Conclusive Reasons for the Continued Public Dissent from the Verdict and Decision (1891).
- L.E.X., Is Mrs. Maybrick guilty?: A Defence Shewing that the Verdict of Guilty is not Founded on Fact, and is Inconsistent with the Presence of a Strong Element of Doubt; with Reasons for Mrs. Maybrick's Release (1889).
- J. H. Levy, The Necessity for Criminal Appeal: As Illustrated by the Maybrick Case and the Jurisprudence of Various Countries (1899).
- Alexander MacDougall, The Maybrick Case (1891 y 1896).
- Eleanor Mason, Florie Chandler: or, The Secret to the Maybrick Poisoning Case (1890).
- Florence E. Maybrick, Mrs. Maybrick's Own Story: My Fifteen Lost Years (1904).
- Nigel Morland, This Friendless Lady (1957).
- Bernard Ryan Jr, The Poisoned Life of Mrs. Maybrick (1977).
- Tidy, Charles Meymott, Rawdon Macnamara, The Maybrick Trial: A Toxicological Study (1890).

### Ficción
- Anthony Berkeley, The Wychford Poisoning Case (1926).
- Laura Dayton Fessenden, Bonnie Mackirby (1898).
- Mrs. Belloc Lowndes, Letty Lynton (1931).
- Mrs. Belloc Lowndes, Story of Ivy (1928).
- Dorothy L. Sayers, Strong Poison (1930).
- Joseph Shearing, Airing in a Closed Carriage (1943).